# Cordia guaranitica
Cordia guaranitica là loài thực vật có hoa trong họ Mồ hôi. Loài này được Chodat & Hassl. mô tả khoa học đầu tiên năm 1905.